# Paranistria
Paranistria is een geslacht van halfvleugeligen uit de familie van de Cicadidae (Zangcicaden). Het geslacht werd voor het eerst wetenschappelijk beschreven door Metcalf in 1952.

## Soorten
Het genus bevat de volgende soorten:

- Paranistria trichiosoma (Walker, 1850)
- Paranistria villosa (Fabricius, 1781)